# Ronda Rousey
Ronda Jean Rousey (Riverside, California; 1 de febrero de 1987) es una judoca, artista marcial mixta, luchadora profesional y actriz estadounidense. Es conocida por haber trabajado para la empresa WWE. También es notable por haber luchado como artista marcial mixta en Ultimate Fighting Championship (UFC), donde fue la primera campeona de peso gallo femenino de UFC, así como la última campeona de la misma categoría en la ahora desaparecida Strikeforce.
Venciendo a la mayoría de sus oponentes por sumisión (armbar o palanca de brazo), Rousey se convirtió en la primera mujer estadounidense en ganar una medalla olímpica en judo (bronce), hito que consiguió en los Juegos Olímpicos de Pekín 2008. En 2013 Ronda fue considerada la peleadora número uno libra por libra de artes marciales mixtas femeninas en el mundo. En 2018 se convirtió en la primera mujer introducida al salón de la fama de la UFC.
Rousey comenzó una carrera como luchadora profesional en 2018, firmando con WWE, y debutando en WrestleMania 34. Ganó el Campeonato Femenino de Raw en el evento SummerSlam de ese año, y estelarizó el primer evento inaugural exclusivo para mujeres cuando defendió su título en WWE Evolution. Rousey perdió el campeonato en el primer evento principal encabezado por mujeres en una WrestleMania en WrestleMania 35. Rousey regresó en el Royal Rumble de 2022, ganando el Royal Rumble femenino. Más tarde retaría a Charlotte Flair a un combate por el Campeonato Femenino de SmackDown en WrestleMania 38, en el cual fue derrotada. Al mes siguiente en WrestleMania Backlash, Rousey derrotó a Flair en un combate «I Quit» para ganar el Campeonato Femenino de SmackDown. En 2023 obtuvo el primer reinado como Campeona Femenina en Parejas de la WWE con Shayna Baszler.
Considerada como una de las mejores atletas de su país, Rousey es la única mujer campeona tanto en UFC como en WWE, así como la única mujer en encabezar un evento de PPV en ambas compañías. Fue votada como la mejor atleta femenina de todos los tiempos en una encuesta de fanáticos de ESPN de 2015, y Fox Sports la describió como «una de las atletas que definen el siglo XXI».

## Primeros años
Ronda Rousey nació en el condado de Riverside, California. Su madre, Ann Maria Rousey DeMars, también tuvo una carrera condecorada en judo y fue la primera estadounidense en ganar un campeonato del mundo en esta disciplina con su victoria en 1994. Ronda es de ascendencia venezolana por parte materna. Además, es de ascendencia afrotrinitense a través de su bisabuelo materno. Rousey apareció en ESPN The Magazine's 2012 Body Issue. Su padre se suicidó cuando ella tenía ocho años, lo que considera el momento más duro de su vida.

## Carrera como judoca
Participó en dos Juegos Olímpicos de Verano en los años 2004 y 2008, obteniendo una medalla de bronce en Pekín 2008 en la categoría de –70 kg. En los Juegos Panamericanos de 2007 consiguió una medalla de oro.
Ganó una medalla en el Campeonato Mundial de Judo de 2007, y cuatro medallas en el Campeonato Panamericano de Judo entre los años 2004 y 2007.
| Juegos Olímpicos        | Juegos Olímpicos              | Juegos Olímpicos  | Juegos Olímpicos |
| Año                     | Lugar                         | Medalla           | Categoría        |
| ----------------------- | ----------------------------- | ----------------- | ---------------- |
| 2008                    | Pekín (China)                 | Medalla de bronce | –70 kg           |
| Campeonato Mundial      |                               |                   |                  |
| Año                     | Lugar                         | Medalla           | Categoría        |
| 2007                    | Río de Janeiro (Brasil)       | Medalla de plata  | –70 kg           |
| Juegos Panamericanos    |                               |                   |                  |
| Año                     | Lugar                         | Medalla           | Categoría        |
| 2007                    | Río de Janeiro (Brasil)       | Medalla de oro    | –70 kg           |
| Campeonato Panamericano |                               |                   |                  |
| Año                     | Lugar                         | Medalla           | Categoría        |
| 2004                    | Isla de Margarita (Venezuela) | Medalla de oro    | –63 kg           |
| 2005                    | Caguas (Puerto Rico)          | Medalla de oro    | –63 kg           |
| 2006                    | Buenos Aires (Argentina)      | Medalla de plata  | –63 kg           |
| 2007                    | Montreal (Canadá)             | Medalla de bronce | –70 kg           |

## Carrera como artista marcial mixta

### Ultimate Fighting Championship
En noviembre de 2012, se anunció que Rousey se había convertido en la primera peleadora en firmar con el UFC. El presidente de UFC, Dana White, anunció oficialmente en el evento UFC on Fox 5 en la rueda de prensa antes de la pelea que Rousey sería la primera campeona de peso gallo de mujeres en UFC. Ronda defendió su título contra Liz Carmouche el 23 de febrero de 2013 en UFC 157.
Después de que Cat Zingano derrotara a Miesha Tate en The Ultimate Fighter 17 Finale, Dana White anunció que Zingano sería la adversaria de Ronda en The Ultimate Fighter 18. El 28 de mayo, Zingano anunció que no iba a ser la oponente de Ronda por una lesión en la rodilla. Por lo tanto Miesha Tate sería quien luchase contra Ronda en The Ultimate Fighter 18.
Ronda se enfrentó a Miesha el 28 de diciembre de 2013 en UFC 168. Ambas luchadoras ya se habían enfrentado antes, ganando Ronda por armbar en el primer asalto. En esta ocasión, Miesha venía mucho mejor preparada para la lucha cuerpo a cuerpo y en una pelea realmente entretenida y épica, logró esquivar las llaves de brazo de su adversaria, atrapándola incluso durante el cuerpo a cuerpo con una llave de tijera al cuello. Finalmente, Rousey ganó la pelea por sumisión, también por armbar, en el tercer asalto, manteniendo así su título de campeona. Tras el evento, Rousey obtuvo el premio a la Sumisión de la Noche y ambas peleadoras ganaron el premio a la Pelea de la Noche.
Rousey se enfrentó a la medallista olímpica e invicta Sara McMann el 22 de febrero de 2014 en UFC 170. Rousey ganó la pelea por nocaut técnico en la primera ronda. Tras el evento, Rousey ganó el premio a la Actuación de la Noche.
Rousey se enfrentó a Alexis Davis el 5 de julio de 2014 en UFC 175. Rousey ganó la pelea por nocaut a los 16 segundos. La contundente victoria también le valió a Rousey su segundo premio de Actuación de la noche.. La UFC anunció que la campeona Ronda Rousey se enfrentaría a Cat Zingano en el UFC 184 en el combate coprincipal, Cat Zingano venía derrotando a Amanda Nunes en UFC 178 (Peleadora que años después se volvería igual de histórica como Ronda Rousey), finalmente el combate entre Ronda Rousey vs Cat Zingano terminó pasando a ser combate principal tras la lesión de Chris Weidman. El evento del UFC 184 fue primero en tener como combate coprincipal y principal luchas de mujeres únicamente. El combate no tuvo historia, ya que Ronda Rousey ganó la pelea por sumisión en 13 segundos, siendo una de las victorias más rápidas en una defensa del título en la división femenina, defendiendo de esta manera el campeonato por 5 ª vez y ganando su tercer premio a la Actuación de la Noche.</ref> Rousey defeated Zingano with an armbar in 14 seconds, the shortest match in UFC championship history.
El 1 de agosto de 2015, Rousey se enfrentó a Bethe Correia en UFC 190. Rousey ganó la pelea en 34 segundos, ganando así el premio a la Actuación de la Noche. Le dedicó el triunfo al exluchador de la WWE "Rowdy" Roddy Piper, quién falleció el día anterior a la pelea.
El 15 de noviembre de 2015, Ronda Rousey venía invicta con un buen récord de 12-0, se enfrentó a la ex-campeona de boxeo y también invicta en aquel entonces Holly Holm (con un récord de 9-0) en UFC 193. Ronda Rousey perdió la pelea por nocaut en la segunda ronda, perdiendo así el invicto y el campeonato. Tras el evento, ambas peleadoras ganaron el premio a la Pelea de la Noche.
El 30 de diciembre de 2016, Rousey se enfrentó a Amanda Nunes en UFC 207. Rousey perdió la pelea por TKO a los 48 segundos del primer asalto, cuando el réferi debió detener la pelea ante la apabullante diferencia de potencia y calidad entre ambas peleadoras  (Rousey apenas lanzó 12 golpes de los cuales apenas conectó 7 débiles, mientras que Nunes lanzó 43 y conectó 27, siendo 23 directos a la cara, y la mayoría golpes de potencia).

### Récord en artes marciales mixtas
| Récord profesional | Récord profesional | Récord profesional |
| 14 peleas          | 12 victorias       | 2 derrotas         |
| ------------------ | ------------------ | ------------------ |
| Nocaut             | 3                  | 2                  |
| Sumisión           | 9                  | 0                  |
| Decisión           | 0                  | 0                  |

| Resultado | Récord | Oponente        | Método                           | Evento                          | Fecha                   | Ronda | Tiempo | Localización            | Notas                                                                                                   |
| --------- | ------ | --------------- | -------------------------------- | ------------------------------- | ----------------------- | ----- | ------ | ----------------------- | --- |
| Derrota   | 12–2   | Amanda Nunes    | TKO (golpes)                     | UFC 207                         | 30 de diciembre de 2016 | 1     | 0:48   | Las Vegas, Nevada       | Por el Campeonato de Peso Gallo de Mujeres de UFC.                                                      |
| Derrota   | 12–1   | Holly Holm      | KO (patada a la cabeza y golpes) | UFC 193                         | 15 de noviembre de 2015 | 2     | 0:59   | Melbourne               | Perdió el Campeonato de Peso Gallo de Mujeres de UFC; Pelea de la Noche.                                |
| Victoria  | 12–0   | Bethe Correia   | KO (golpe)                       | UFC 190                         | 1 de agosto de 2015     | 1     | 0:34   | Río de Janeiro          | Defendió el Campeonato de Peso Gallo de Mujeres de UFC; Actuación de la Noche.                          |
| Victoria  | 11–0   | Cat Zingano     | Sumisión (armlock)               | UFC 184                         | 28 de febrero de 2015   | 1     | 0:14   | Los Ángeles, California | Defendió el Campeonato de Peso Gallo de Mujeres de UFC; Actuación de la Noche.                          |
| Victoria  | 10–0   | Alexis Davis    | KO (golpes)                      | UFC 175                         | 5 de julio de 2014      | 1     | 0:16   | Las Vegas, Nevada       | Defendió el Campeonato de Peso Gallo de Mujeres de UFC; Actuación de la Noche.                          |
| Victoria  | 9–0    | Sara McMann     | TKO (rodillazo al cuerpo)        | UFC 170                         | 22 de febrero de 2014   | 1     | 1:06   | Las Vegas, Nevada       | Defendió el Campeonato de Peso Gallo de Mujeres de UFC; Actuación de la Noche.                          |
| Victoria  | 8–0    | Miesha Tate     | Sumisión (armbar)                | UFC 168                         | 28 de diciembre de 2013 | 3     | 0:58   | Las Vegas, Nevada       | Defendió el Campeonato de Peso Gallo de Mujeres de UFC; Pelea de la Noche; Sumisión de la Noche.        |
| Victoria  | 7–0    | Liz Carmouche   | Sumisión (armbar)                | UFC 157                         | 23 de febrero de 2013   | 1     | 4:49   | Anaheim, California     | Defendió el Campeonato de Peso Gallo de Mujeres de UFC; Primera pelea de mujeres en la historia de UFC. |
| Victoria  | 6–0    | Sarah Kaufman   | Sumisión (armbar)                | Strikeforce: Rousey vs. Kaufman | 18 de agosto de 2012    | 1     | 0:54   | San Diego, California   | Defendió el Campeonato de Peso Gallo Femenino de Strikeforce.                                           |
| Victoria  | 5–0    | Miesha Tate     | Sumisión (armbar)                | Strikeforce: Tate vs. Rousey    | 3 de marzo de 2012      | 1     | 4:27   | Columbus, Ohio          | Ganó el Campeonato de Peso Gallo Femenino de Strikeforce; Debut en Peso Gallo; Sumisión del Año (2012). |
| Victoria  | 4–0    | Julia Budd      | Sumisión (armbar)                | Strikeforce Challengers 20      | 18 de noviembre de 2011 | 1     | 0:39   | Las Vegas, Nevada       | |
| Victoria  | 3–0    | Sarah D'Alelio  | Sumisión (armbar)                | Strikeforce Challengers 18      | 12 de agosto de 2011    | 1     | 0:25   | Las Vegas, Nevada       | Strikeforce debut.                                                                                      |
| Victoria  | 2–0    | Charmaine Tweet | Sumisión (armbar)                | HKFC: School of Hard Knocks 12  | 17 de junio de 2011     | 1     | 0:49   | Calgary                 | |
| Victoria  | 1–0    | Ediene Gomes    | Sumisión (armbar)                | KOTC: Turning Point             | 27 de marzo de 2011     | 1     | 0:25   | Tarzana                 | |

### Campeonatos y logros
| - Ultimate Fighting Championship - Campeona de Peso Gallo de Mujeres de UFC (una vez, primera) - Actuación de la Noche (cuatro veces) - Pelea de la Noche (dos veces) - Sumisión de la Noche (una vez) - Primera peleadora en ganar una pelea en UFC - Primera peleadora en encabezar un evento de UFC (con Liz Carmouche) - Primera campeona femenina en la historia de UFC - Primera peleadora en ganar una pelea por sumisión en UFC - Primera peleadora en ser inducida al UFC Hall of Fame - Strikeforce - Campeona de Peso Gallo de Mujeres de Strikeforce (una vez, última) - Sumisión del Año Femenina (2011, 2012) - Women's MMA Awards - Peleadora del Año (2011) - Peleadora de peso pluma del Año (2011) - Peleadora nueva del Año (2011) | - MMAValor.com - 2012 Sumisión del Año vs. Miesha Tate el 3 de marzo - Sherdog - Peleadora Revelación del Año (2012) - 2.º Equipo más violento del Año (2012) - ESPN - Sumisión del Año (2012) vs. Miesha Tate el 3 de marzo - Indide MMA - Premio Bazzie a la Peleadora del Año (2012) - Premio Bazzie a la Peleadora del Año (2011) - Fight Matrix - Peleadora del Año (2012) - Peleadora del Año (2011) - Examiner.com - Peleadora del Año (2012) - MMA-Manifesto.com - Sumisión del Año (2012) vs. Miesha Tate el 3 de marzo |

## Carrera como luchadora profesional

### Antecedentes
Rousey es fanática de la lucha libre profesional. Ella, Shayna Baszler, Jessamyn Duke y Marina Shafir se han autodenominado «The Four Horsewomen», un apodo que tomaron del stable de lucha libre The Four Horsemen, y el cual les fue otorgado con la bendición de los miembros del mismo; Ric Flair y Arn Anderson.

### WWE

#### Apariciones esporádicas y firma (2014-2015)

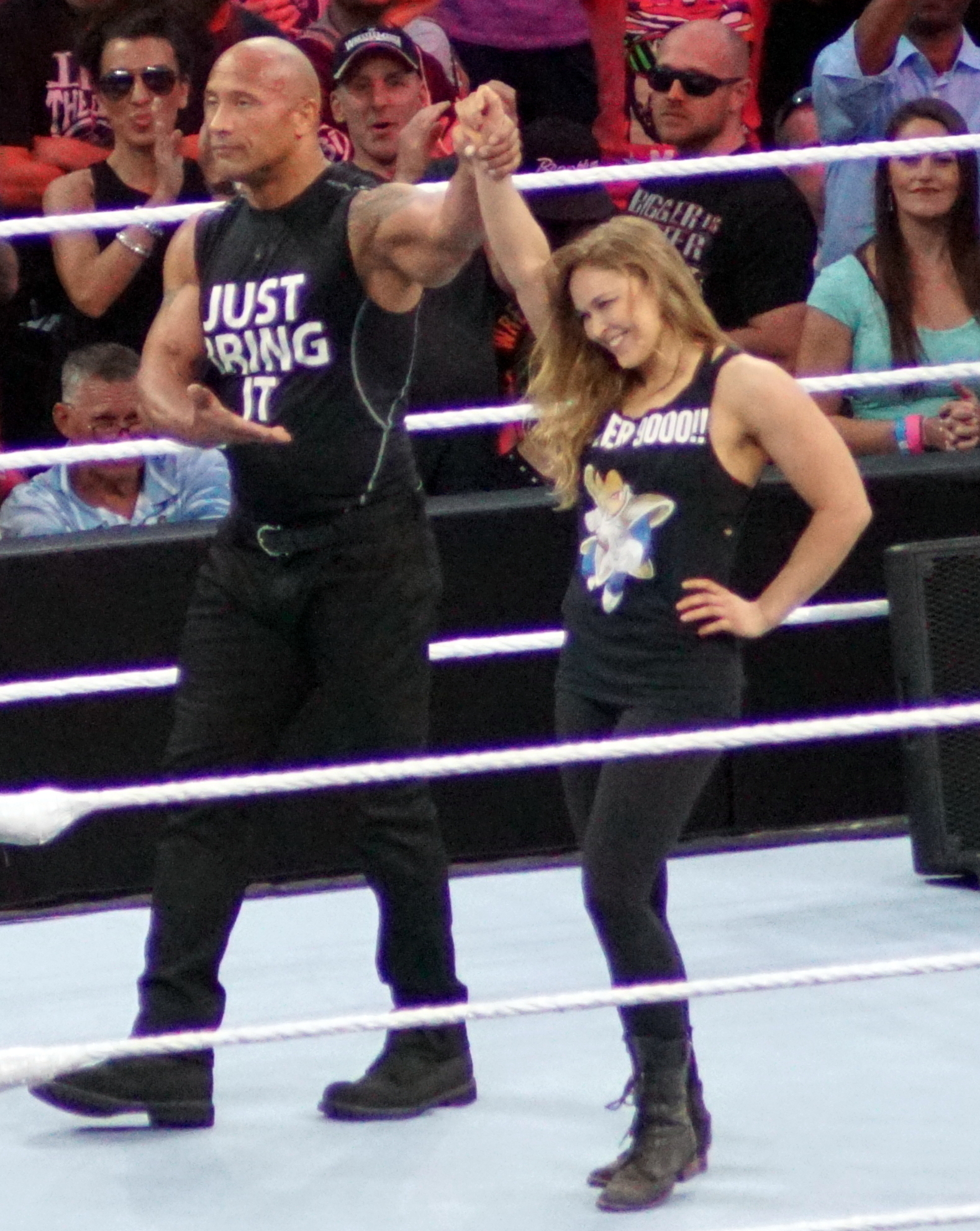
Ronda junto a Dwayne «The Rock» Johnson en WreslteMania 31.

The Four Horsewomen fueron reconocidas en cámara y en comentario como tales en la primera fila del evento de la WWE SummerSlam en agosto de 2014. También fueron detrás del escenario para ese evento, reuniéndose con Paul Heyman, entre otros. Rousey fue entrevistada por WWE.com esa noche; cuando se le preguntó si ella, como Brock Lesnar, podría cruzar a la lucha libre, ella respondió: «Nunca se sabe».
En WrestleMania 31 en marzo de 2015, estuvieron sentadas en primera fila. Durante una discusión en el ring entre The Rock y The Authority (Stephanie McMahon y Triple H), McMahon abofeteó a The Rock y le ordenó abandonar «su ring». Ella se burló de él, diciendo que él no iba a golpear a una mujer. Se fue, se detuvo y se acercó a Rousey ante la ovación del público. Luego le ayudó a entrar al ring, y dijo que ella estaría feliz de golpear a McMahon por él. Después de unos minutos de un careo y más diálogo, The Rock atacó a Triple H. Cuando se dirigió hacia Rousey, ella lo arrojó fuera del ring con un Hip Throw. McMahon intentó abofetearla, fue bloqueada y Rousey la agarró del brazo, insinuando una palanca al brazo, antes de lanzarla fuera del ring. Rousey y The Rock celebraron en el ring, mientras que The Authority se retiró con la implicación de venganza.
El segmento fue repetido y discutido a lo largo de la siguiente noche en WWE Raw. Los comentaristas promocionaron un Twitter que Rousey hizo ese mismo día, en el que ella implicaba un regreso a la WWE con «We're just gettin' started...» («Sólo estamos comenzando...»).

#### Campeona Femenina de Raw e hiato (2018-2019)
En Royal Rumble, Rousey tuvo una aparición sorpresiva al finalizar el Royal Rumble femenino donde Asuka salió ganadora, en el cual, reveló sus intenciones de estar en WrestleMania. Posteriormente, se informó por la cadena ESPN que Rousey firmó un contrato de tiempo completo con WWE.
En Elimination Chamber, Rousey se presentó para la firma de su contrato junto a Kurt Angle, Triple H y Stephanie McMahon, donde Stephanie tuvo un careo con ella y como resultado, Triple H fue atacado por Rousey. Tras esto, finalizó el segmento donde ella firmó su contrato con WWE como parte de la marca Raw.

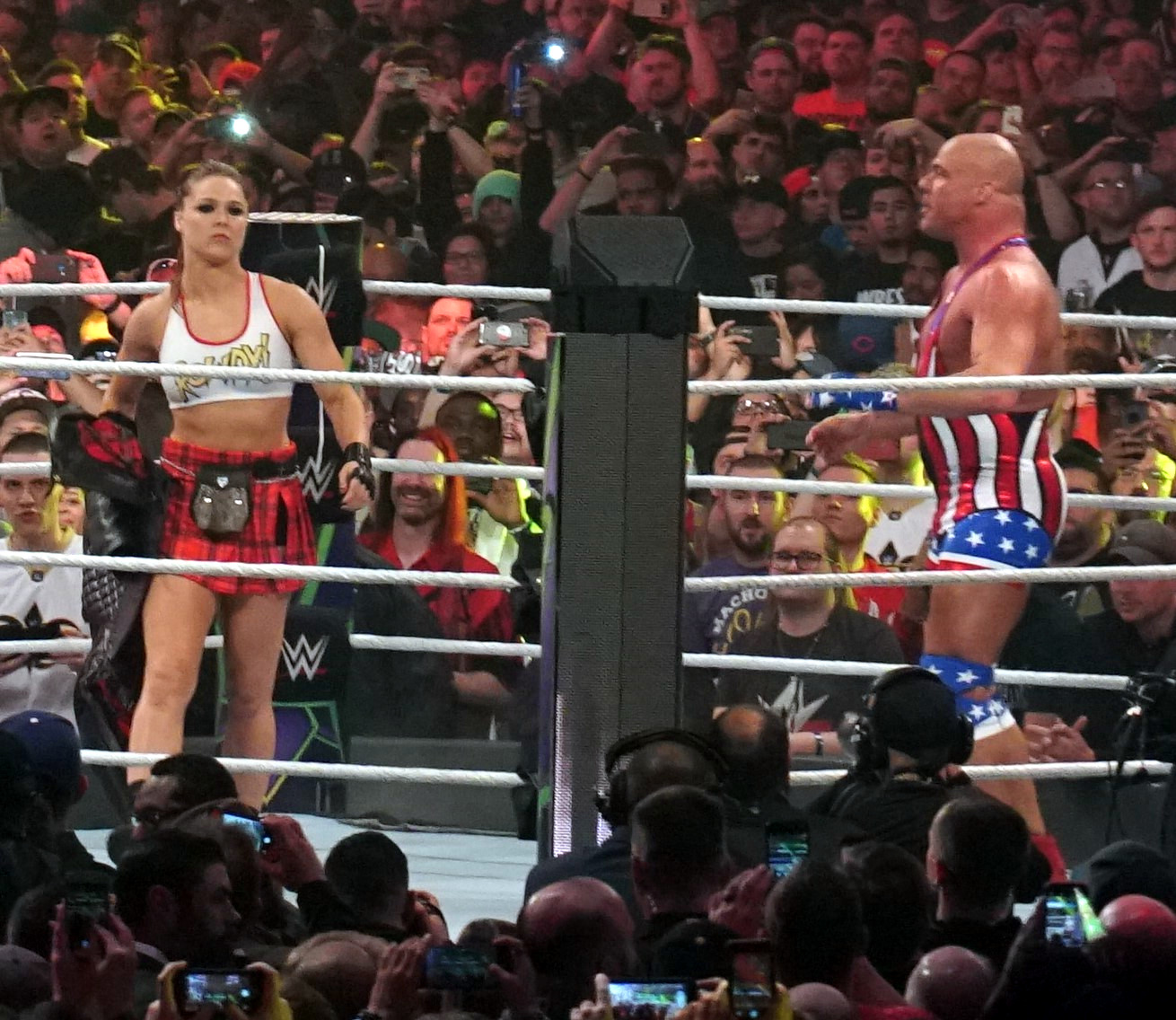
Rousey en WrestleMania 34 con Kurt Angle antes de su primera lucha en WWE.

El 5 de marzo en Raw, se presentó para exigir una lucha en WrestleMania donde sugirió a Stephanie McMahon como su rival (esto por su careo en WrestleMania 31) y a esto se sumó la decisión de Kurt Angle de enfrentarse a Triple H (esto por lo sucedido en Survivor Series) por lo que Angle estableció un Mixed Tag Team Match entre Triple H y Stephanie McMahon contra Kurt Angle y Ronda Rousey. En Wrestlemania 34, hizo su debut donde junto a Angle, derrotaron a Triple H y a Stephanie McMahon.
Semanas posteriores tendría ángulos con la división femenina donde burla ataques de las mismas, poco después se uniría a Natalya, acompañándola en un par de luchas. Nia Jax retaría a Rousey para Money in the Bank a una lucha titular por el Raw Women's Championship. El 17 de mayo hizo su debut en los eventos en vivo de WWE, Rousey formó equipo con Ember Moon y Natalya para derrotar a Mickie James, Liv Morgan y Ruby Riott.
En junio en Money in the Bank, Ronda salió como ganadora por descalificación después de la interferencia y posterior canjeó de Alexa Bliss, Bliss atacó a Ronda y Jax, logrando cubrir a esta última y así ganar el Campeonato femenino de Raw, Rousey debido a la frustración la noche siguiente en Monday Night Raw, atacó a Kurt Angle y Alexa, como consecuencia Angle la suspendió 30 días. Rousey asistió a Extreme Rules como aficionada, pero durante el combate entre Alexa Bliss contra Nia Jax por el Campeonato femenino de Raw interviene para ayudar a la misma Nia y Natalya, atacando a James y a Bliss. El 19 de agosto en SummerSlam, se convirtió en Campeona femenina de Raw después de derrotar a Bliss.  
Él 8 de octubre en Raw, The Bella Twins cambian a Heel atacando a Ronda, después de dicho ataque se confirmó que Nikki enfrentaría a Rousey por él Raw Women's Championship en WWE Evolution, mismo evento donde salió victoriosa. Después de dicho PPV se confirmaría que Rousey enfrentaría a Becky Lynch (campeona de SmackDown) en Survivor Series en un "campeona contra campeona" como parte de la guerra de marcas, sin embargo, Lynch se lesionó durante la invasión justo después de que atacara a Rousey detrás del escenario. El 18 de noviembre, Rousey se enfrentó a Charlotte Flair y ganó por descalificación después de que Flair la atacó brutalmente con un palo de kendo y sillas de acero. Un mes más tarde, el 16 de diciembre en TLC: Tables, Ladders & Chairs, Rousey se vengó tanto de Flair como de Lynch cuando las empujó de una escalera durante la lucha estelar ayudando a Asuka a ganar el Campeonato Femenino de SmackDown. Su primera derrota tendría lugar en Raw el 21 de enero de 2019, después de que Sasha Banks hiciera rendir a Natalya, quien era compañera de equipo de Rousey. En el episodio del 29 de enero de Raw, Rousey lanzó un reto abierto por el Campeonato Femenino de Raw que fue respondido por Bayley, donde Rousey retuvo el título, inmediatamente después Becky Lynch (la ganadora del Royal Rumble Match Femenino) apareció y la reto a una lucha titular en WrestleMania 35.
El 4 de marzo en Raw, Rousey cambio a heel por primera vez en su carrera cuando se enfocó en los fanáticos (que anteriormente la habían abucheado en favor de Lynch), además de atacar a Flair y Lynch. El 7 de abril de 2019, participó en el evento principal de Wrestlemania 35, siendo este el primer evento principal de la historia de Wrestlemania protagonizado por mujeres, donde se enfrentó a Becky Lynch y Charlotte Flair en un Winner Takes All match , en dicho evento Rousey fue cubierta por Lynch perdiendo tanto el campeonato femenino de Raw así como su racha invicta de victorias de casi un año.

#### Regreso y Campeona de SmackDown (2022-2023)
El 29 de enero de 2022, en el evento Royal Rumble, Rousey regresó a WWE como face (técnica), ingresando en el puesto número 28 durante el Royal Rumble femenino y eliminando a Brie Bella, Nikki A.S.H. y Shotzi. Ganó al eliminar a Charlotte Flair, quien era la última luchadora en estar dentro del ring, para de esta manera obtener una lucha por un campeonato en WrestleMania 38. En el episodio del 4 de febrero en SmackDown (su primera aparición en la marca), Rousey eligió retar a Flair por el Campeonato Femenino de SmackDown en WrestleMania. Al hacer esto, reavivó la rivalidad que ambas tenían desde WrestleMania 35. El 19 de febrero en Elimination Chamber, Rousey hizo equipo con Naomi para derrotar a Flair y Sonya Deville. La enemistad entre Rousey y Flair continuó durante las siguientes semanas, y en la primera noche de WrestleMania 38 el 2 de abril, Flair derrotó a Rousey para retener el título, poniendo fin a su racha de victorias invictas, y también dándole su segunda derrota. Sin embargo, Rousey derrotaría a Flair en un combate titular con la estipulación «I Quit», el cual fue llevado a cabo en el evento WrestleMania Backlash el 8 de mayo; ganando el campeonato.
En el episodio del 13 de mayo en SmackDown, lanzó un desafío abierto por su título recién ganado, que fue respondido por Raquel Rodríguez; Rousey retuvo su título con éxito. En el episodio del 3 de junio en SmackDown, Natalya ganó un combate six-pack challenge para obtener una oportunidad titular y enfrentar a Rousey en Money in the Bank. En el evento, Rousey retuvo su título contra Natalya, pero después del combate, Liv Morgan canjeó exitosamente su contrato Money in the Bank para enfrentar a Rousey por el campeonato, siendo vencida y terminando su reinado a los 55 días, además de marcar su tercera derrota. El 8 de julio, se anunció que Rousey retaría a Morgan por el título en SummerSlam. En el evento llevado a cabo el 30 de julio, Rousey perdió ante Morgan de manera controvertida, con Morgan ganando por pinfall a pesar de haberse rendido mientras Rousey le aplicaba un armbar, pero ya que los hombros de esta última estaban reposados sobre la lona del ring, la cuenta a tres fue realizada. Después del combate, Rousey atacó a Morgan y al árbitro, cambiando a heel (ruda) por primera vez desde 2019. Como resultado de atacar al réferi, Rousey fue suspendida (kayfabe) de WWE. En el episodio del 12 de agosto en SmackDown, violando directamente su suspensión, Rousey irrumpió durante una firma contractual para un combate por el Campeonato Femenino de SmackDown entre Shayna Baszler y Liv Morgan pactado para Clash at the Castle. A la semana siguiente, nuevamente hizo acto de presencia para pedirle al oficial directo de WWE, Adam Pearce, que levantara la suspensión. Pearce en su lugar contestó enviando oficiales de seguridad para sacarla del ring, con ella respondiendo atacándolos a todos, para después ser arrestada por dos oficiales de policía que la escortaron en patrulla fuera de las instalaciones de WWE. En el episodio del 2 de septiembre en SmackDown, Rousey se presentó con una carta escrita por la Sede mundial de WWE con respecto a su suspensión, pidiéndole a Pearce que la leyera. Esta decía que su suspensión había terminado y podía volver a competir como luchadora, sin embargo, Pearce la insultó llamándola «la perra más grande que ha conocido», por lo que ella lo atacó aplicándole un armbar. La semana siguiente en SmackDown, tuvo su primer combate televisado desde su suspensión, en el que derrotó a Natalya, Lacey Evans y Sonya Deville para ganar un combate por el Campeonato Femenino de Smackdown de Liv Morgan, acordado en llevarse a cabo en Extreme Rules. Ronda Rousey venció a Liv Morgan en un Extreme Rules Match convirtiéndose en campeona femenina de SmackDown con una actitud mucho más agresiva pasando a heel en el proceso. Luego de esto, Ronda defendió su título contra Shotzi en Survivor Series: War Games el 26 de noviembre de 2022 saliendo victoriosa.

#### Alianza y posterior rivalidad con Shayna Baszler (2023)
Después de una breve pausa, Rousey regresó en el episodio del 10 de febrero de Raw para ayudar a Shayna Baszler a atacar a Liv Morgan y Tegan Nox, comenzando oficialmente una alianza entre las dos.  En la noche 2 de WrestleMania 39, Rousey y Baszler ganaron la lucha fatal por equipos a cuatro bandas de WrestleMania Showcase a pesar de que Rousey apenas participó en la lucha debido a una fractura de codo. Como parte del Draft de la WWE del 2023, Rousey y Baszler fueron reclutadas para Raw.
Rousey junto a Shayna Baszler regresaron en el Raw del 15 de mayo, atacando a la Campeona Femenina en Parejas de WWE Raquel Rodríguez. En el episodio del 29 de mayo de Raw, Rousey y Baszler ganaron un Fatal 4-Way match por el vacante Campeonato Femenino en Parejas de WWE; esto convirtió a Rousey en la octava Campeona de Triple Corona. En el episodio del 23 de junio de SmackDown, Rousey y Baszler derrotaron a Alba Fyre e Isla Dawn para unificar los campeonatos femeninos en parejas de WWE y NXT. En Money in the Bank, ambas perdieron los títulos ante Liv Morgan y Raquel Rodríguez cuando fue traicionada por Baszler, poniendo fin a su reinado de 32 días. En el episodio del 3 de julio de Raw, Baszler criticó a Rousey por el favoritismo que WWE le ha dado a ella a costa de otras luchadoras y el hecho de que ella no tuviera que iniciar su carrera en NXT como la misma Baszler. Esto condujo a una batalla entre las dos, que terminó con Rousey recibiendo un rodillazo en la cara. El 17 de julio en Raw, Baszler la desafió a un combate mano a mano esa noche, pero Rousey se negó, aunque mencionó que el combate debería ser en SummerSlam. En dicho evento, se enfrentaron en un MMA Rules Match, siendo derrotada por Baszler en lo que fue su primera derrota por sumisión.

### Circuito independiente (2023-presente)
El 26 de octubre de 2023, Rousey salió de su retiro para formar equipo con Marina Shafir para derrotar a su entrenador Brian Kendrick y Taya Valkyrie en un evento de Lucha VaVoom.
La página de redes sociales de Wrestling Revolver anunció el 28 de octubre de 2023 que haría su debut en Wrestling Revolver el 16 de noviembre de 2023 en su evento titulado UNREAL en Los Ángeles, California. En el evento, formó equipo con Shafir y se enfrentó al equipo de Athena y Billie Starkz, que terminó sin resultado. La noche siguiente, durante las grabaciones de Honor Club TV el 17 de noviembre, Rousey hizo su debut en Ring of Honor (ROH), donde ella y Shafir derrotaron a Athena y Starkz en una revancha.

### Campeonatos y logros
- WWE
  - Raw Women's Championship (1 vez)
  - SmackDown Women's Championship (2 veces)
  - WWE Women's Tag Team Championship  (1 vez) - con Shayna Baszler.
  - Campeona Triple Corona Femenina (octava)
  - Women's Royal Rumble (2022)
  - Slammy Award (1 vez)
    - "Esto es Asombroso" Momento del Año (2015 – compartido con The Rock)

  - WWE Year–End Award (1 vez)
    - Best Diss of the Year (2018)[78]

- Pro Wrestling Illustrated
  - Rookie del año (2018)
  - Situada en el Nº1 en los PWI Female 100 de 2018
  - Situada en el Nº3 en el PWI Female 100 en 2019.
  - Situada en el Nº18 en el PWI Female 150 en 2022

## Otros medios
Rousey debutó en el cine en la película de acción The Expendables 3, compartiendo elenco con Sylvester Stallone, Jason Statham, Harrison Ford, Wesley Snipes, Jet Li, Antonio Banderas, Kellan Lutz, Dolph Lundgren, Terry Crews , Randy Couture y Victor Ortiz entre otros. Ronda dijo que no iba a interferir con su pelea del 30 de diciembre de 2016 contra Amanda Nunes.
El 9 de agosto, Dwayne Johnson anunció que Rousey aparecería en Furious 7. En mayo de 2013, Ronda ocupó el puesto 29 en Maxim Hot 100.
El 9 de julio de 2018, Rousey fue confirmada como uno de los dos personajes del bonus de preventa para el videojuego WWE 2K19 junto con Rey Mysterio.

## Vida personal
A principios de 2013, Ronda causó controversia cuando utilizó su cuenta de Twitter para enviar un enlace a un vídeo sobre las teorías de conspiración relacionadas con la masacre de la Escuela Primaria de Sandy Hook.
Desde 2017 está casada con Travis Browne. En abril de 2021 anunció su primer embarazo. El 27 de septiembre de 2021 anunciaron el nacimiento de su hija, La’akea Makalapuaokalanipō Browne. y el 9 de enero de 2025, Rousey dio a luz a su segunda hija, una niña llamada Liko'ula Pā'ūomahinakaipiha Browne.
Ronda ha seguido diferentes dietas a lo largo de su carrera profesional, para acompañar su rendimiento físico y su conciencia sobre la nutrición. Rousey antes era vegana, pero describe su dieta actual como "una especie de mezcla entre la paleodieta y la dieta del guerrero". Como anécdota, al explicar su clásica armbar (luxación de brazo), con la cual suele dar fin a la mayoría de sus peleas, Rousey contó que su madre la despertaba saltando sobre ella cada mañana y gritando "¡Armbar, ahora!". Ha indicado que tener relaciones sexuales antes de una pelea es bueno para una peleadora, y que práctica bastante sexo días antes de sus combates para aumentar su nivel de testosterona.
 La chamarra que Rousey portó durante WrestleMania 34 perteneció a Roddy Piper, la cual le fue entregada por su hijo. Asimismo, se le permitió usar el apodo "Rowdy" el cual, era característico de Piper.
Ronda es notable por introducir el trash talking en las MMA femeninas. En muchas entrevistas Rousey ha usado lenguaje soez para criticar las habilidades de sus oponentes. Rousey no niega las acusaciones y no se ha disculpado por lo que ella considera publicidad para el deporte. También ha hablado mal de su compañero olímpico Michael Phelps, y de Kim Kardashian.

## Apariciones en videojuegos y películas
| Videojuegos | Videojuegos                                     | Videojuegos                    | Videojuegos                                             |
| Año         | Título                                          | Rol                            | Notas                                                   |
| ----------- | ----------------------------------------------- | ------------------------------ | ------------------------------------------------------- |
| 2014        | EA Sports UFC                                   | Ella misma                     |                                                         |
| 2016        | EA Sports UFC 2                                 | Ella misma                     |                                                         |
| 2018        | WWE 2K19 WWE SuperCard WWE Champions WWE Mayhem | Ella misma                     | Para 2K19 como DLC de preventa                          |
| 2019        | Mortal Kombat 11 WWE 2K20                       | Sonya Blade Ella misma en 2K20 | Rousey dio voz a Sonya en la versión en inglés de MK 11 |
| 2020        | WWE 2K: Battlegrounds                           | Ella misma                     |                                                         |
| 2022        | WWE 2K22                                        | Ella misma                     | como DLC                                                |
| 2023        | WWE 2K23                                        | Ella misma                     |                                                         |
| Películas   |                                                 |                                |                                                         |
| Año         | Título                                          | Rol                            | Notas                                                   |
| 2014        | The Expendables 3                               | Luna                           |                                                         |
| 2015        | Furious 7                                       | Kara                           |                                                         |
| 2015        | Entourage                                       | Ella misma                     |                                                         |
| 2017        | Blindspot                                       | Devon                          |                                                         |
| 2018        | Mile 22                                         | Sam Snow                       |                                                         |
| 2019        | Charlie's Angels (película de 2019)             | Ella misma                     | Entrena a los Ángeles                                   |